# Sit de coroneta blanca
El sit de coroneta blanca (Zonotrichia leucophrys) és un ocell de la família dels passerèl·lids (Passerellidae) que habita zones amb arbres petits o arbusts, garrigues, praderies i ciutats d'Amèrica del Nord, criant des d'Alaska i nord del Canadà cap al sud, per l'oest fins al nord-oest dels Estats Units. Passa l'hivern més al sud, per la major part dels Estats Units i Mèxic.

## Descripció
Els adults de sit de coroneta blanca tenen franges blanques i negres al cap, la cara grisa, les parts superiors amb franges marrons i una cua llarga. Les ales són marrons amb llistes i les parts inferiors són grises. El bec és o rosa o groc. Són semblants en aparença al sit gorjablanc, però no tenen les marques blanques de la gola o la brida groga. Pot visitar menjadores per a ocells.
Mesura entre 15 i 16 cm de longitud, pesa entre 25 i 28 gr i té una envergadura d'entre 21 i 24 cm

## Distribució
L'hàbitat de reproducció són les zones brollades del nord del Canadà i l'oest dels Estats Units.
El sit de coroneta blanca és un divagant molt rar a Europa occidental. S'ha vist a Anglaterra, Escòcia, Irlanda i Noruega. El 2008 es va veure un sit de coroneta blanca a Cley, al costat del mar, a Norfolk, Anglaterra. Per commemorar l'esdeveniment es va incloure una imatge de l'ocell en una finestra de l'església de Santa Margarida.

## Comportament
Aquests ocells s'alimenten a terra o en vegetació baixa, però de vegades fan vols curts per atrapar insectes voladors. Mengen principalment llavors, altres parts de plantes i insectes. A l'hivern, sovint s'alimenten en estols.
Nien a sota dels arbustos o a terra sota dels arbustos i posen de tres a cinc ous de color gris o blau verdós amb marques marrons.
El sit de coroneta blanca és conegut pel seu son unihemisfèric d'ones lentes, que li permet mantenir-se mig despert fins a dues setmanes durant la migració. Aquest efecte s'ha estudiat per a possibles aplicacions d'alerta humana en el treball per torns i la conducció de camions.
Estudis recents d'ornitòlegs, inclosa Elizabeth Derryberry, han demostrat que el cant del sit de coroneta blanca es veu afectat per l'activitat humana i el soroll. Un altre estudi demostra que ell cant actua com un mecanisme d'aïllament productiu que es debilita en les zona de contacte entre les subespècies i al mateix temps l'estudi dona suport a la hipòtesi que la variació interespecífica dels cants pot reduir el flux de gens entre poblacions.

## Etimologia
El nom científic prové del grec antic. El nom del gènere Zonotrichia prové del grec antic ζώνη (“zona”, franja) i θρίξ (“thrix”, cabell). El nom de l'espècie leucophrys prové de λευκός (“leukos”,  blanc) i ὀφρῡ́ς (“ophrus”, cella).

## Taxonomia
Es reconeixen cinc subespècies:
- Z. l. gambelii (Nuttall, 1840) Alaska i oest de Canadà.
- Z. l. nuttalli (Ridgway, 1899) centre oest de Califòrnia (oest d'USA)
- Z. l. pugetensis (Grinnell, 1928) sud-oest de Canadà i nord-oest d'USA.
- Z. l. oriantha (Oberholser, 1932) inland sud-oest del Canadà continental i oest d'USA.
- Z. l. leucophrys (Forster, 1772) centre i est de Canadà.